# ناحیه یونس‌آباد
ناحیه یونس‌آباد (به ازبکی: Yunusabad) یک منطقهٔ مسکونی در ازبکستان است که در تاشکند واقع شده‌است. ناحیه یونس‌آباد ۴۱٫۱ کیلومتر مربع مساحت و ۲۹۶٬۷۰۰ نفر جمعیت دارد.